# 大谷・藤浪世代
大谷・藤浪世代（おおたに・ふじなみせだい）または藤浪・大谷世代、大谷世代、藤浪世代は、2024年時点でプロ野球選手である大谷翔平や藤浪晋太郎と同学年にあたる1994年4月2日から1995年4月1日までに生まれた世代（1994年度・平成6年度）の日本のプロ野球選手のことを総称して呼ぶ語。また、他のスポーツにおいても活躍している選手が数多くおり（後述）、その代表格でもある、フィギュアスケート選手の羽生結弦から取り、羽生結弦世代（はにゅうゆづるせだい）と冠して、スポーツ全般における同世代を紹介することもある。

## 概要
2012年、大阪桐蔭高等学校の藤浪晋太郎（元阪神タイガース）がエースとして第84回選抜高等学校野球大会・第94回全国高等学校野球選手権大会で優勝し春夏連覇を達成、次いで秋のぎふ清流国体でも優勝し「高校三冠」を果たすなど世代を代表する投手として活躍した。花巻東高等学校の大谷翔平も投打に優れた二刀流選手として知られており、第94回全国高等学校野球選手権岩手大会ではアマチュア最高球速（当時）の160km/hを記録するなど存在感を見せていた。
プロ入り後も、藤浪が1年目から3年連続で2桁勝利を挙げた一方、プロでも二刀流を継続した大谷は2年目の2014年にNPB史上初の「2桁勝利・2桁本塁打」を記録するなどともに活躍。この他にも後に多くの好選手が台頭したことから、この世代に該当する選手を、早くから名が知られておりプロ入り当初から主力選手として活躍していた2人の名前を取り「大谷・藤浪世代」と称すようになった。
なお、大谷のMLB移籍以降、メジャーでの大活躍など世代の代表格となっていることから「大谷世代」の名称が使用されることも多い。
後述のように同世代選手が数多く存在するため、チームごとに呼称が散見するケースもあり、必ずしも統一した呼称で用いられるわけではない。
また、他のスポーツでも2014年・2018年のオリンピックで2連覇し、国民栄誉賞も受賞したフィギュアスケートの羽生結弦をはじめ、競泳の萩野公介、瀬戸大也、柔道のベイカー茉秋、バドミントンの桃田賢斗、奥原希望、スピードスケートの髙木美帆、サッカーの浅野拓磨、中島翔哉、南野拓実、植田直通、バスケットボールの渡邊雄太、卓球の丹羽孝希、フィギュアスケートの田中刑事など活躍している選手が多数おり、「日本スポーツの最強世代」とも呼ばれる。大谷自身は同世代のことを「羽生結弦世代」と語っている他、ベイカーは、1994年が戌年であることに因んで「ワンダフル世代」と名付けている。

## 該当選手
太字は現役選手（育成選手契約、MLB所属含む）。
|  | タイトル（首位打者、最多本塁打、最多打点、最多盗塁、最多安打、最高出塁率、最優秀防御率、最多勝利、最多奪三振、最高勝率、最多セーブ投手、最優秀中継ぎ投手）獲得者 |

### 2012年入団
|            | ポジション | 生年月日       | 出身高校                     | 入団         |
| ---------- | ---------- | -------------- | ---------------------------- | ------------ |
| 相内誠     | 投手       | 1994年07月23日 | 千葉国際高等学校             | 西武         |
| 今井金太   | 投手       | 1994年06月19日 | 広島国際学院高等学校         | DeNA         |
| 宇佐美塁大 | 外野手     | 1994年10月24日 | 広島県立広島工業高等学校     | 日本ハム     |
| 大滝勇佑   | 外野手     | 1994年04月05日 | 地球環境高等学校             | ソフトバンク |
| 大谷翔平   | 投手       | 1994年07月05日 | 花巻東高等学校               | 日本ハム     |
| 大塚尚仁   | 投手       | 1994年10月13日 | 九州学院高等学校             | 楽天         |
| 柿澤貴裕   | 外野手     | 1994年07月30日 | 神村学園高等部               | 楽天         |
| 笠原大芽   | 投手       | 1995年01月20日 | 福岡工業大学附属城東高等学校 | ソフトバンク |
| 佐藤勇     | 投手       | 1994年09月18日 | 福島県立光南高等学校         | 西武         |
| 下妻貴寛   | 捕手       | 1994年04月15日 | 酒田南高等学校               | 楽天         |
| 鈴木誠也   | 外野手     | 1994年08月18日 | 二松學舍大学附属高等学校     | 広島         |
| 髙橋大樹   | 外野手     | 1994年05月11日 | 龍谷大学付属平安高等学校     | 広島         |
| 武田健吾   | 外野手     | 1994年04月18日 | 自由ケ丘高等学校             | オリックス   |
| 田川賢吾   | 投手       | 1994年05月22日 | 高知中央高等学校             | ヤクルト     |
| 田原啓吾   | 投手       | 1994年06月12日 | 横浜高等学校                 | 巨人         |
| 田村龍弘   | 捕手       | 1994年05月13日 | 光星学院高等学校             | ロッテ       |
| 辻空       | 投手       | 1994年04月24日 | 岐阜県立岐阜城北高等学校     | 広島         |
| 辻東倫     | 内野手     | 1994年08月11日 | 三重県立菰野高等学校         | 巨人         |
| 濱田達郎   | 投手       | 1994年08月04日 | 愛知工業大学名電高等学校     | 中日         |
| 藤浪晋太郎 | 投手       | 1994年04月12日 | 大阪桐蔭高等学校             | 阪神         |
| 北條史也   | 内野手     | 1994年07月29日 | 光星学院高等学校             | 阪神         |
| 真砂勇介   | 外野手     | 1994年05月04日 | 京都府立西城陽高等学校       | ソフトバンク |
| 溝脇隼人   | 内野手     | 1994年05月17日 | 九州学院高等学校             | 中日         |
| 美間優槻   | 内野手     | 1994年05月26日 | 徳島県立鳴門渦潮高等学校     | 広島         |
| 森雄大     | 投手       | 1994年08月19日 | 東福岡高等学校               | 楽天         |
| 森本龍弥   | 内野手     | 1994年06月12日 | 高岡第一高等学校             | 日本ハム     |
| 若松駿太   | 投手       | 1995年02月28日 | 祐誠高等学校                 | 中日         |

### 2014年入団
|          | ポジション | 生年月日       | 出身高校               | 前所属                 | 入団 |
| -------- | ---------- | -------------- | ---------------------- | ---------------------- | ---- |
| 山本雅士 | 投手       | 1994年11月03日 | 広島県立安芸南高等学校 | 徳島インディゴソックス | 中日 |

### 2015年入団
|          | ポジション | 生年月日       | 出身高校                 | 前所属                 | 入団       |
| -------- | ---------- | -------------- | ------------------------ | ---------------------- | ---------- |
| 青山大紀 | 投手       | 1994年11月28日 | 智辯学園高等学校         | トヨタ自動車           | オリックス |
| 竹安大知 | 投手       | 1994年09月27日 | 静岡県立伊東商業高等学校 | 熊本ゴールデンラークス | 阪神       |
| 西川龍馬 | 内野手     | 1994年12月10日 | 敦賀気比高等学校         | 王子                   | 広島       |

### 2016年入団
|            | ポジション | 生年月日       | 出身高校                       | 出身大学・前所属         | 入団         |
| ---------- | ---------- | -------------- | ------------------------------ | ------------------------ | ------------ |
| 池田隆英   | 投手       | 1994年10月01日 | 創価高等学校                   | 創価大学                 | 楽天         |
| 石井一成   | 内野手     | 1994年05月06日 | 作新学院高等学校               | 早稲田大学               | 日本ハム     |
| 大山悠輔   | 内野手     | 1994年12月19日 | つくば秀英高等学校             | 白鷗大学                 | 阪神         |
| 尾仲祐哉   | 投手       | 1995年01月31日 | 高稜高等学校                   | 広島経済大学             | DeNA         |
| 小野泰己   | 投手       | 1994年05月30日 | 折尾愛真高等学校               | 富士大学                 | 阪神         |
| 笠原祥太郎 | 投手       | 1995年03月17日 | 新潟県立新津高等学校           | 新潟医療福祉大学         | 中日         |
| 狩野行寿   | 内野手     | 1994年07月31日 | 埼玉県立川越工業高等学校       | 平成国際大学             | DeNA         |
| 京田陽太   | 内野手     | 1994年04月20日 | 青森山田高等学校               | 日本大学                 | 中日         |
| 黒木優太   | 投手       | 1994年08月16日 | 橘学苑高等学校                 | 立正大学                 | オリックス   |
| 神戸文也   | 投手       | 1994年05月09日 | 前橋育英高等学校               | 立正大学                 | オリックス   |
| 佐々木千隼 | 投手       | 1994年06月08日 | 東京都立日野高等学校           | 桜美林大学               | ロッテ       |
| 佐野恵太   | 内野手     | 1994年11月28日 | 広陵高等学校                   | 明治大学                 | DeNA         |
| 澤田圭佑   | 投手       | 1994年04月27日 | 大阪桐蔭高等学校               | 立教大学                 | オリックス   |
| 菅原秀     | 投手       | 1994年04月05日 | 福井工業大学附属福井高等学校   | 大阪体育大学             | 楽天         |
| 高山竜太朗 | 捕手       | 1995年02月21日 | 鹿児島県立鹿児島工業高等学校   | 九州産業大学             | 巨人         |
| 高良一輝   | 投手       | 1994年06月25日 | 興南高等学校                   | 九州産業大学             | 日本ハム     |
| 田中和基   | 外野手     | 1994年08月08日 | 西南学院高等学校               | 立教大学                 | 楽天         |
| 田中正義   | 投手       | 1994年07月19日 | 創価高等学校                   | 創価大学                 | ソフトバンク |
| 田村伊知郎 | 投手       | 1994年09月19日 | 報徳学園高等学校               | 立教大学                 | 西武         |
| 鶴田圭祐   | 投手       | 1994年05月12日 | 寒川高等学校                   | 帝京大学                 | 楽天         |
| 床田寛樹   | 投手       | 1995年03月01日 | 箕面学園高等学校               | 中部学院大学             | 広島         |
| 中尾輝     | 投手       | 1994年09月14日 | 杜若高等学校                   | 名古屋経済大学           | ヤクルト     |
| 長坂拳弥   | 捕手       | 1994年04月28日 | 高崎健康福祉大学高崎高等学校   | 東北福祉大学             | 阪神         |
| 中塚駿太   | 投手       | 1994年12月26日 | つくば秀英高等学校             | 白鷗大学                 | 西武         |
| 中道勝士   | 捕手       | 1994年04月30日 | 智辯学園高等学校               | 明治大学                 | オリックス   |
| 濵口遥大   | 投手       | 1995年03月16日 | 佐賀県立三養基高等学校         | 神奈川大学               | DeNA         |
| 畠世周     | 投手       | 1994年05月31日 | 近畿大学附属広島高等学校福山校 | 近畿大学                 | 巨人         |
| 福永春吾   | 投手       | 1994年05月14日 | 金光大阪高等学校中退           | 徳島インディゴソックス   | 阪神         |
| 星知弥     | 投手       | 1994年04月15日 | 栃木県立宇都宮工業高等学校     | 明治大学                 | ヤクルト     |
| 松原聖弥   | 外野手     | 1995年01月26日 | 仙台育英学園高等学校           | 明星大学                 | 巨人         |
| 丸山泰資   | 投手       | 1995年02月05日 | 東邦高等学校                   | 東海大学                 | 中日         |
| 水野滉也   | 投手       | 1994年06月01日 | 札幌日本大学高等学校           | 東海大学北海道キャンパス | DeNA         |
| 南要輔     | 内野手     | 1994年08月07日 | 東海大学菅生高等学校           | 明星大学                 | 楽天         |
| 宗接唯人   | 捕手       | 1994年07月06日 | 神戸国際大学附属高等学校       | 亜細亜大学               | ロッテ       |
| 森山恵佑   | 外野手     | 1994年05月02日 | 星稜高等学校                   | 専修大学                 | 日本ハム     |
| 矢崎拓也   | 投手       | 1994年12月31日 | 慶應義塾高等学校               | 慶應義塾大学             | 広島         |
| 柳裕也     | 投手       | 1994年04月22日 | 横浜高等学校                   | 明治大学                 | 中日         |
| 吉川尚輝   | 内野手     | 1995年02月08日 | 中京高等学校                   | 中京学院大学             | 巨人         |

### 2017年入団
|          | ポジション | 生年月日       | 出身高校               | 出身大学     | 前所属                 | 入団 |
| -------- | ---------- | -------------- | ---------------------- | ------------ | ---------------------- | ---- |
| 岩見雅紀 | 外野手     | 1994年07月10日 | 比叡山高等学校         | 慶應義塾大学 | -                      | 楽天 |
| 大藏彰人 | 投手       | 1994年05月15日 | 岐阜県立大垣西高等学校 | 愛知学院大学 | 徳島インディゴソックス | 中日 |

### 2018年入団
|            | ポジション | 生年月日       | 出身高校                 | 出身大学             | 前所属                   | 入団       |
| ---------- | ---------- | -------------- | ------------------------ | -------------------- | ------------------------ | ---------- |
| 片山雄哉   | 捕手       | 1994年06月18日 | 愛知県立刈谷工業高等学校 | 至学館大学短期大学部 | 福井ミラクルエレファンツ | 阪神       |
| 木浪聖也   | 内野手     | 1994年06月15日 | 青森山田高等学校         | 亜細亜大学           | Honda                    | 阪神       |
| 齋藤友貴哉 | 投手       | 1995年01月15日 | 山形県立山形中央高等学校 | 桐蔭横浜大学         | Honda                    | 阪神       |
| 坂本光士郎 | 投手       | 1994年09月09日 | 如水館高等学校           | 日本文理大学         | 新日鐵住金広畑           | ヤクルト   |
| 近本光司   | 外野手     | 1994年11月09日 | 兵庫県立社高等学校       | 関西学院大学         | 大阪ガス                 | 阪神       |
| 生田目翼   | 投手       | 1995年02月19日 | 茨城県立水戸工業高等学校 | 流通経済大学         | 日本通運                 | 日本ハム   |
| 則本佳樹   | 投手       | 1994年05月14日 | 滋賀県立北大津高等学校   | 近畿大学             | 山岸ロジスターズ         | 楽天       |
| 左澤優     | 投手       | 1994年12月28日 | 横浜隼人高等学校         | 横浜商科大学         | JX-ENEOS                 | オリックス |
| 松田進     | 内野手     | 1994年08月29日 | 國學院大學久我山高等学校 | 中央大学             | Honda                    | ロッテ     |
| 松本友     | 内野手     | 1995年02月05日 | 東福岡高等学校           | 明治学院大学         | 福井ミラクルエレファンツ | ヤクルト   |
| 山野辺翔   | 内野手     | 1994年05月24日 | 桐蔭学園高等学校         | 桜美林大学           | 三菱自動車岡崎           | 西武       |
| 弓削隼人   | 投手       | 1994年04月06日 | 佐野日本大学高等学校     | 日本大学             | SUBARU                   | 楽天       |
| 吉田大成   | 内野手     | 1995年03月07日 | 佼成学園高等学校         | 明治大学             | 明治安田生命             | ヤクルト   |

### 2019年入団
|            | ポジション | 生年月日       | 出身高校             | 出身大学     | 前所属                                   | 入団     |
| ---------- | ---------- | -------------- | -------------------- | ------------ | ---------------------------------------- | -------- |
| 岡野祐一郎 | 投手       | 1994年04月16日 | 聖光学院高等学校     | 青山学院大学 | 東芝                                     | 中日     |
| 瀧中瞭太   | 投手       | 1994年12月20日 | 滋賀県立高島高等学校 | 龍谷大学     | Honda鈴鹿                                | 楽天     |
| 樋口龍之介 | 内野手     | 1994年07月04日 | 横浜高等学校         | 立正大学     | 新潟アルビレックス・ベースボール・クラブ | 日本ハム |

### 2020年入団
|        | ポジション | 生年月日       | 出身高校           | 出身大学             | 前所属             | 入団       |
| ------ | ---------- | -------------- | ------------------ | -------------------- | ------------------ | ---------- |
| 古長拓 | 内野手     | 1994年08月05日 | 九州国際大学付属高 | 九州共立大学（中退） | 福島レッドホープス | オリックス |

### 2022年入団
|          | ポジション | 生年月日       | 出身高校                 | 前所属                   | 入団     |
| -------- | ---------- | -------------- | ------------------------ | ------------------------ | -------- |
| 加藤豪将 | 内野手     | 1994年10月08日 | ランチョ・バーナード高校 | ニューヨーク・メッツ傘下 | 日本ハム |